# Lac Wahemen
Lac Wahemen är en sjö i Kanada.   Den ligger i regionen Nord-du-Québec och provinsen Québec, i den östra delen av landet, 900 km norr om huvudstaden Ottawa. Lac Wahemen ligger 544 meter över havet. Arean är 31 kvadratkilometer. Den sträcker sig 12,9 kilometer i nord-sydlig riktning, och 16,3 kilometer i öst-västlig riktning.
Trakten runt Lac Wahemen är nära nog obefolkad, med mindre än två invånare per kvadratkilometer.